# Municipio de Haw Creek (Misuri)
El municipio de Haw Creek (en inglés: Haw Creek Township) es un municipio ubicado en el condado de Morgan, en el estado estadounidense de Misuri. En el año 2010 tenía una población de 4226 habitantes y una densidad de 11,68 personas por km².

## Geografía
El municipio de Haw Creek se encuentra ubicado en las coordenadas 38°26′25″N 92°57′23″O / 38.44028, -92.95639. Según la Oficina del Censo de los Estados Unidos, el municipio tiene una superficie total de 361.82 km², de la cual 361.08 km² corresponden a tierra firme y (0.2%) 0.74 km² es agua.

## Demografía
Según el censo de 2010, había 4226 personas residiendo en el municipio de Haw Creek. La densidad de población era de 11,68 hab./km². De los 4226 habitantes, el municipio de Haw Creek estaba compuesto por el 96.38% blancos, el 0.33% eran afroamericanos, el 0.85% eran amerindios, el 0.59% eran asiáticos, el 0.05% eran isleños del Pacífico, el 0.54% eran de otras razas y el 1.25% pertenecían a dos o más razas. Del total de la población el 2.18% eran hispanos o latinos de cualquier raza.